# Lac des Sapins
Pour les articles homonymes, voir Sapin.
Le lac des Sapins est un lac artificiel français situé sur les communes de Cublize et Ronno (Rhône), dans le Haut-Beaujolais, à 65 km au nord-ouest de Lyon et à 35 km à l'est de Roanne.

## Histoire
La construction du lac a été proposée dès 1967 par Louis Gueydon, alors conseiller général du canton d'Amplepuis, dans le but de développer un potentiel touristique dans la région, dans un contexte de déclin industriel et d'exode rural. Les débats furent longs pour imposer cette idée audacieuse pour un tel espace sans tradition touristique, jusqu'à ce qu'un SIVOM inscrive ce projet dans ses compétences en 1972. Les acquisitions foncières commencèrent en 1975 et ce n'est qu'entre 1977 et 1979 que le lac était creusé et aménagé.
En 1981, un syndicat mixte pour l'aménagement du lac des Sapins est créé avec l'aval du département, alors qu'en parallèle, une coopérative paysanne fonde l'Auberge rurale de la Voisinée, dans les locaux d'une des trois fermes expropriées pour les besoins de l'aménagement du site. Deux ans plus tard, le camping (3 étoiles) était en partie créé. Les investissements ne reprennent ensuite réellement qu'en 1990 pour améliorer le site (rénovation des snacks, extension du camping avec chalets...) et proposer une multitude d'activités sportives (VTT, équitation, planche à voile, volley...). Le site aménagé couvre aujourd'hui 116 hectares.
Depuis 2012, le lac des Sapins propose une baignade biologique la plus grande d'Europe avec une capacité d'accueil de 2 500 personnes. Le système de filtration est assuré par un bassin de plantes filtrantes d'où le caractère biologique de la piscine en plein air.

## Caractéristiques
- Superficie : 40 hectares
- Profondeur maximale : 13 m
- Périmètre : 4,75 km
- Altitude : 440 m